# ناتالیا ویترنکو

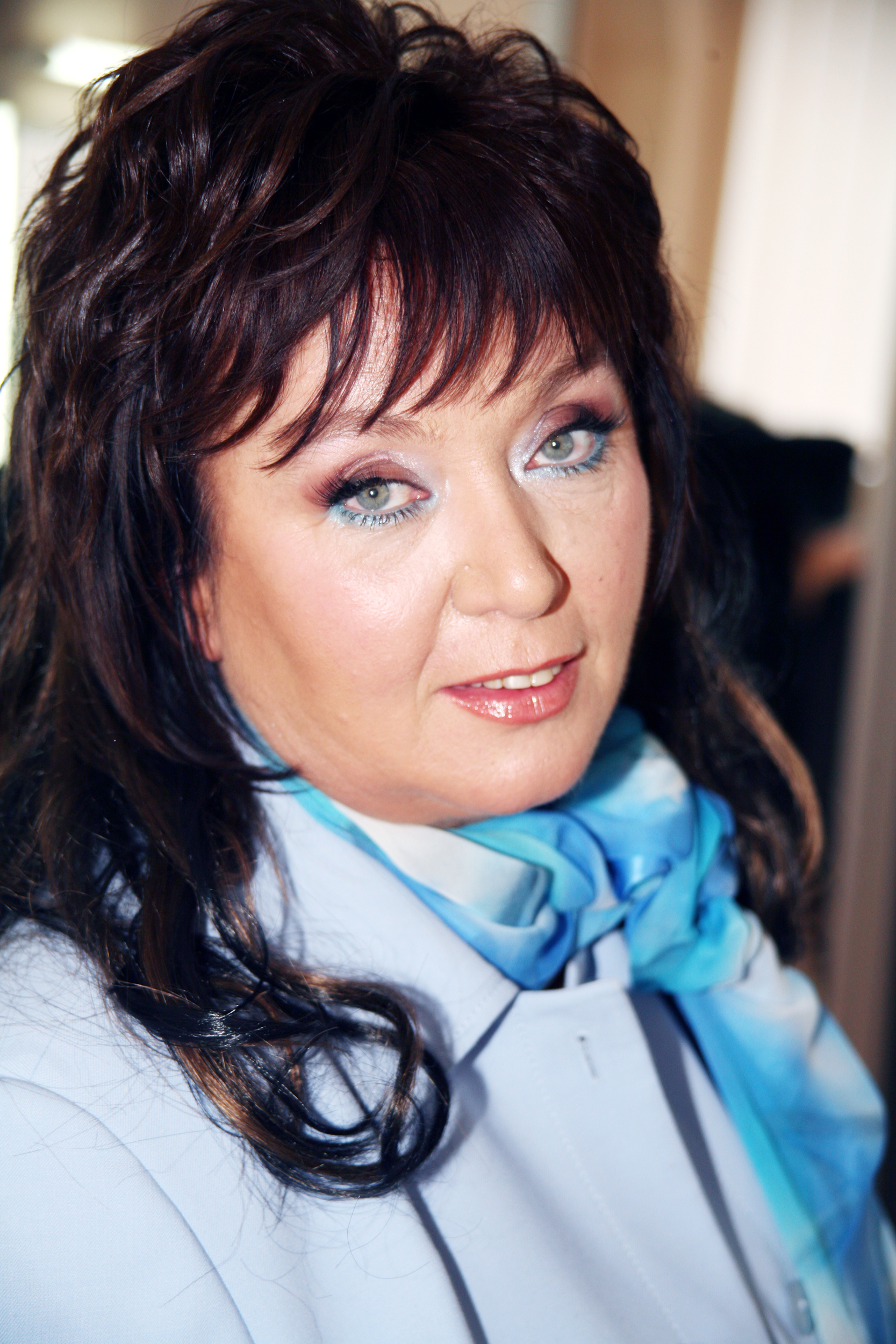
ناتالیا ویترنکو

ناتالیا میخائیلیونا ویترنکو (اوکراینی: Натáлія Михáйлівна Вітрéнко ; متولد ۲۸ دسامبر ۱۹۵۱) یک سیاستمدار و دانشمند اوکراینی ] طرفدار روسیه است.
او که در کیف متولد شد، نامزد انتخابات ریاست جمهوری اوکراین در سال ۲۰۰۴ بود که توسط حزب سوسیالیست مترقی اوکراین که از سال ۱۹۹۶ ریاست آن را بر عهده داشت، نامزد شد. در انتخابات پارلمانی اوکراین در سال ۲۰۰۲، حزب او ۳٫۲۲ درصد آرا را به دست آورد. او در سال ۱۹۹۹ کاندیدای ریاست جمهوری بود که با کسب ۱۱ درصد آرا در جایگاه چهارم قرار گرفت. اما در انتخابات ۲۰۰۴ در جایگاه پنجم قرار گرفت و کمتر از ۵ درصد آرا را به دست آورد.
او مادر سه فرزند است. از جمله یوری ویترنکو. در سال ۲۰۲۱، او پسرش یوری را به روسوفوبیا متهم کرد.